# William Hilton (explorateur)
William Hilton (Northwich (Cheshire), 22 juin 1617-Charlestown, (Middlesex), 7 septembre 1675) est un explorateur et navigateur britannique.

## Biographie
Fils d'un émigrant de la colonie de Plymouth, il s'installe dans celle de Massachusetts Bay où il lui est confié une expédition dans le Sud de la Caroline du Nord (août 1662). Il explore alors la région du cap Fear dont on dresse la carte grâce à ses observations. 
De août à décembre 1663, il mène une nouvelle expédition dans les mêmes parages.